# Actinodendron alcyonoideum
Actinodendron alcyonoideum is een zeeanemonensoort uit de familie van de Actinodendronidae. De wetenschappelijke naam van de soort is voor het eerst geldig gepubliceerd in 1833 door Quoy & Gaimard.